# Хан, Анвар Ахмед
Анвар Ахмед (Ану) Хан (англ. Anwar Ahmed (Anu) Khan, урду انور احمد خان‎,  24 сентября 1933, Бхопал, Британская Индия — 2 мая 2014, Карачи, Пакистан) — пакистанский хоккеист (хоккей на траве), полузащитник. Олимпийский чемпион 1960 года, серебряный призёр летних Олимпийских игр 1956 и 1964 годов.

## Биография
Анвар Ахмед Хан родился 24 сентября 1933 года в индийском городе Бхопал.
Начал играть в хоккей на траве в Бхопале, в детской команде «Нурус Саба», которой покровительствовала принцесса Абида Султан.
В 1949 году попал в одну из сильнейших индийских команд того времени «Бхопал Уондерерз» и Алигархский университет. В 1950 или 1951 году был вынужден переехать в Пакистан. Здесь поначалу играл за «Али Аутос» и «Рэйлвэйз», но большую часть своей карьеры провёл в команде таможни «Кастомс», был её капитаном и тренером. В 1954 году дебютировал в сборной Пакистана по хоккею на траве.
В 1956 году вошёл в состав сборной Пакистана по хоккею на траве на Олимпийских играх в Мельбурне и завоевал серебряную медаль. Играл на позиции полузащитника, провёл 5 матчей, мячей не забивал.
В 1960 году вошёл в состав сборной Пакистана по хоккею на траве на Олимпийских играх в Риме и завоевал золотую медаль. Играл на позиции полузащитника, провёл 6 матчей, забил 1 мяч в ворота сборной Японии.
В 1964 году вошёл в состав сборной Пакистана по хоккею на траве на Олимпийских играх в Токио и завоевал серебряную медаль. Играл на позиции полузащитника, провёл 6 матчей, мячей не забивал.
В 1958 и 1962 годах в составе сборной Пакистана стал чемпионом летних Азиатских игр в Токио и Джакарте.
В 1956—1966 годах провёл за сборную Пакистана 90 матчей, забил 1 мяч.
В 1966 году завершил игровую карьеру. В том же году удостоен ордена Совершенства.
До ухода на пенсию в 1993 году работал на таможне, сотрудником которой был с 1955 году.
Одновременно участвовал в работе Федерации хоккея на траве Пакистана как тренер взрослой и молодёжной сборных. В этом качестве помог сборной Пакистана в 1975 году выиграть серебро чемпионата мира в Куала-Лумпуре, в 1974 году победить на летних Азиатских играх в Тегеране, а в 1986 году завоевать серебро на Азиатских играх в Соннаме. Также в 1986 году подопечные Хана провалили чемпионат мира в Лондоне, заняв только 11-е место.
Молодёжная сборная Пакистана под началом Хана стала бронзовым призёром чемпионата мира 1982 года.
Написал две книги — автобиографию Anwar (1990) и Hikayat-e-hockey (2002).
Умер 2 мая 2014 года в пакистанском городе Карачи.

## Семья
Происходил из многодетной семьи, в ней было ещё четверо братьев и сестра.